# 강채림
강채림(1998년 3월 23일~)은  대한민국의 여자 축구 선수로 포지션은 미드필더이다. 현재 인천 레드엔젤스와 대한민국 여자 대표팀 소속으로 활동하고 있다.

## 어린 시절
처음 축구를 시작한 것은 아버지를 따라서 조기축구에 참여한 것으로, 이후 초등학교 3학년 때 서울우이초등학교의 남자 축구부에 들어가면서 정식으로 축구를 배우기 시작했다.
4학년 때는 송파초등학교로 전학을 가서 여자 축구부에 입했고 대한민국의 최고 유소년 축구상인 차범근축구상을 수상하게 되었다. 이후 오주중학교와 동산정보산업고등학교를 거쳐 고려대학교 여자 축구부에 입단하면서 연령별 대표팀의 주장직을 역임했다.

## 선수 경력

### 국가대표팀 경력
강채림은 2019년 4월 9일 아이슬란드와의 친선 경기에서 1-1 무승부를 기록하며 대한민국 국가대표로 A매치 데뷔전을 치렀다.
그렇게 2019년 FIFA 여자 월드컵에 막내로 참가하게 되었지만 아쉬운 결과로 대회를 마무리했다.
2023년 FIFA 여자 월드컵에 참가하게 되면서 생애 두 번째 월드컵을 맞이하게 되었다.

## 플레이 스타일
빠른 스피드와 돌파력을 활용하는 선수로, 팬들에게 림파페라는 별칭이 붙었다.

## 기타
- 좋아하는 축구 선수는 대학 시절 네이마르를 뽑았으며, 그의 플레이를 따라하고 싶다고 밝혔었다.[2]
- 현재는 매우 열심히 응원 해주시지만, 처음 축구를 시작할 때는 여자 축구에 대한 좋지 않은 시선 때문에 어머니께서 반대를 하셨다고 한다.[2]